# Rhagoletis willinki
Rhagoletis willinki är en tvåvingeart som beskrevs av Aczel 1951. Rhagoletis willinki ingår i släktet Rhagoletis och familjen borrflugor. Inga underarter finns listade i Catalogue of Life.